# Lincoln Park (Míchigan)
Lincoln Park es una ciudad ubicada en el condado de Wayne en el estado estadounidense de Míchigan. En el Censo de 2010 tenía una población de 38144 habitantes y una densidad poblacional de 2.500,85 personas por km².

## Historia
En 2015 la ciudad celebró su primero Cinco de Mayo.

## Geografía
Lincoln Park se encuentra ubicada en las coordenadas 42°14′36″N 83°10′53″O / 42.24333, -83.18139. Según la Oficina del Censo de los Estados Unidos, Lincoln Park tiene una superficie total de 15.25 km², de la cual 15.25 km² corresponden a tierra firme y (0.02%) 0 km² es agua.

## Demografía
Según el censo de 2010, había 38144 personas residiendo en Lincoln Park. La densidad de población era de 2.500,85 hab./km². De los 38144 habitantes, Lincoln Park estaba compuesto por el 84.22% blancos, el 5.92% eran afroamericanos, el 0.71% eran amerindios, el 0.51% eran asiáticos, el 0.03% eran isleños del Pacífico, el 5.38% eran de otras razas y el 3.23% pertenecían a dos o más razas. Del total de la población el 14.88% eran hispanos o latinos de cualquier raza.

## Educación
Las Escuelas Públicas de Lincoln Park gestiona las escuelas públicas de Lincoln Park.